# ويليام سايمور تايلر
ويليام سايمور تايلر (بالإنجليزية: William Seymour Tyler)‏ هو مؤرخ أمريكي، ولد في 2 سبتمبر 1810 في Harford Township, Susquehanna County, Pennsylvania ‏ في الولايات المتحدة، وتوفي في 19 نوفمبر 1897 في أميرست في الولايات المتحدة.